# Bandiera di Bonaire
La bandiera di Bonaire, adottata l'11 dicembre 1981, è composta da una banda diagonale bianca che divide la bandiera in due triangoli; giallo quello dal lato del pennone e blu quello al vento.
All'interno della striscia bianca sono rappresentate una bussola stilizzata e una stella rossa a sei punte.
I triangoli rappresentano l'uguaglianza degli uomini provenienti da tutto il mondo. Inoltre il triangolo blu rappresenta il mare e il triangolo giallo rappresenta il sole e i fiori della kibrahacha che fiorisce nell'isola una volta l'anno.
La striscia che divide i due triangoli rappresenta la pace e la libertà.
I colori blu bianco e rosso rappresentano anche la lealtà di Bonaire al  Regno dei Paesi Bassi.
La bussola nera rappresenta la popolazione di Bonaire che proviene dai quattro angoli del mondo e la fama di cui godono i pescatori e marinai dell'isola.
La stella a sei punte rappresenta gli originari sei villaggi di Bonaire - Antriol, Nikiboko, Nort di Saliña, Kralendijk, Rincon e Tera Corá.
Il noto vessillologo Whitney Smith è stato coinvolto nella creazione del disegno della bandiera.